# Rue de Bellechasse
Rue de Bellechasse är en gata i Quartier Saint-Thomas-d'Aquin och Quartier des Invalides i Paris sjunde arrondissement. Gatans namn kommer av Clos de Bellechasse. Rue de Bellechasse börjar vid Rue de Lille 78 och slutar vid Rue de Varenne 66.

## Omgivningar
- Sainte-Clotilde
- Saint-Thomas-d'Aquin
- Square de Valdés
- Impasse de Valmy
- Cité Vaneau
- Rue du Bac
- Place Gabriel-García-Márquez

## Bilder
| - Gatuskylt. - Sainte-Clotilde. - Saint-Thomas-d'Aquin. - Place Gabriel-García-Márquez. |

## Kommunikationer
- Tunnelbana – linje  – Solférino
- Busshållplats Solférino – Bellechasse – Paris bussnät

### Webbkällor
- ”Rue de Bellechasse”. Mairie de Paris. https://web.archive.org/web/20210209074844/http://www.v2asp.paris.fr/commun/v2asp/v2/nomenclature_voies/Voieactu/0820.nom.htm. Läst 10 november 2023.
- ”Rue de Bellechasse (7ème arrondissement)”. Les rues de Paris. https://web.archive.org/web/20160409055939/http://www.parisrues.com/rues07/paris-07-rue-de-bellechasse.html. Läst 10 november 2023.